# Hits from the Heart
Hits from the Heart è il primo album discografico di Hank Cochran, pubblicato dalla casa discografica RCA Victor Records nel gennaio del 1965.

## Tracce
Lato A
1. I'd Fight the World – 2:55 (Hank Cochran Joe Allison) – Registrato il 5 agosto 1964 al RCA Victor Studio, Nashville, Tennessee
2. A Little Bitty Tear – 2:13 (Hank Cochran) – Registrato il 5 agosto 1964 al RCA Victor Studio, Nashville, Tennessee
3. You Comb Her Hair – 2:52 (Harlan Howard, Hank Cochran) – Registrato il 5 agosto 1964 al RCA Victor Studio, Nashville, Tennessee
4. Go on Home – 2:15 (Hank Cochran) – Registrato il 5 agosto 1964 al RCA Victor Studio, Nashville, Tennessee
5. Same Old Hurt – 2:15 (Hank Cochran) – Registrato il 5 agosto 1964 al RCA Victor Studio, Nashville, Tennessee
6. I Fall to Pieces – 2:50 (Harlan Howard, Hank Cochran) – Registrato il 5 agosto 1964 al RCA Victor Studio, Nashville, Tennessee

Lato B
1. Just for the Record – 2:40 (Hank Cochran) – Registrato il 6 agosto 1964 al RCA Victor Studio, Nashville, Tennessee
2. Funny Way of Laughin' – 2:45 (Hank Cochran) – Registrato il 6 agosto 1964 al RCA Victor Studio, Nashville, Tennessee
3. Make the World Go Away – 1:57 (Hank Cochran) – Registrato il 6 agosto 1964 al RCA Victor Studio, Nashville, Tennessee
4. Why Can't She Be You – 3:17 (Hank Cochran) – Registrato il 6 agosto 1964 al RCA Victor Studio, Nashville, Tennessee
5. Tears Broke Out on Me – 1:53 (Hank Cochran) – Registrato il 6 agosto 1964 al RCA Victor Studio, Nashville, Tennessee
6. He's Got You – 2:07 (Hank Cochran) – Registrato il 6 agosto 1964 al RCA Victor Studio, Nashville, Tennessee

## Musicisti
I'd Fight the World / A Little Bitty Tear / You Comb Her Hair / Go on Home / Same Old Hurt / I Fall to Pieces
- Hank Cochran - voce
- Harold Bradley - chitarra
- Ray Edenton - chitarra
- Jerry Reed - chitarra
- Buddy Emmons - chitarra steel
- Jerry Smith - pianoforte
- Roy M. Junior Huskey, Jr. - basso
- William Ackerman - batteria
- Anita Kerr Singers - accompagnamento vocale, cori
- Bob Ferguson - produttore

Just for the Record / Funny Way of Laughin' / Make the World Go Away / Why Can't She Be You / Tears Broke Out on Me / He's Got You
- Hank Cochran - voce
- Jerry Kennedy - chitarra
- Ray Edenton - chitarra
- Jerry Reed - chitarra
- Buddy Emmons - chitarra steel
- Hargus Pig Robbins - pianoforte
- Roy M. Junior Huskey, Jr. - basso
- Buddy Harman - batteria
- Anita Kerr Singers - accompagnamento vocale, cori
- Bob Ferguson - produttore[2]